# Expedice Terra Nova

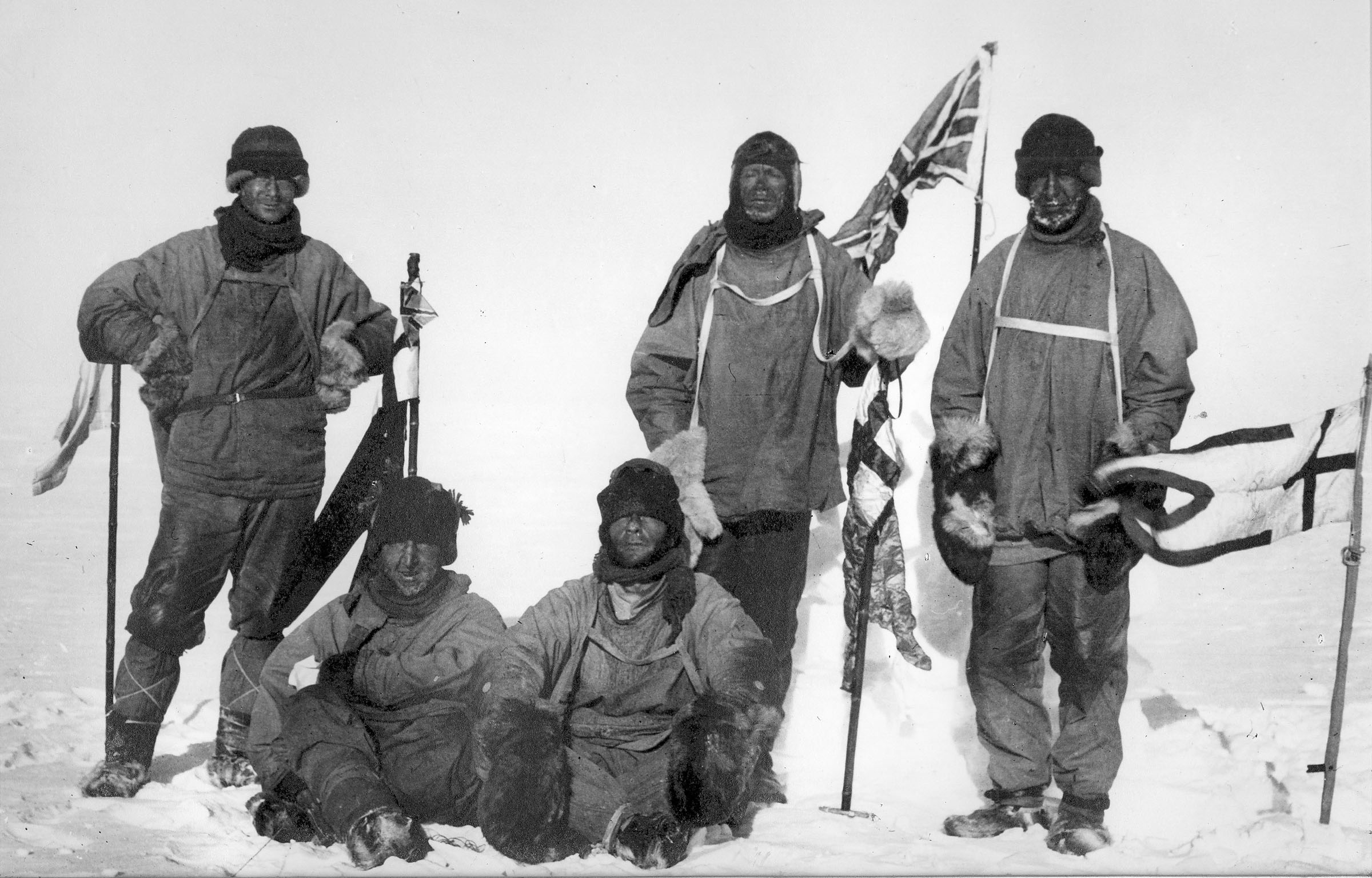
Scottova skupina na jižní točně 18. ledna 1912: Lawrence Oates, Scott a Wilson stojící, Bowers a Evans sedící

Trasa výpravy Terra Nova červeně, trasa Amundsenovy výpravy zeleně

Expedice Terra Nova neboli Britská antarktická expedice 1910 byla expedice pod vedením Roberta Falcona Scotta, jejímž hlavním cílem bylo dosáhnout jižního pólu. Pětičlenná Scottova skupina sice na pól došla, ale o prvenství je připravila výprava Roalda Amundsena a všichni její členové na zpáteční cestě zahynuli.

## Průběh expedice

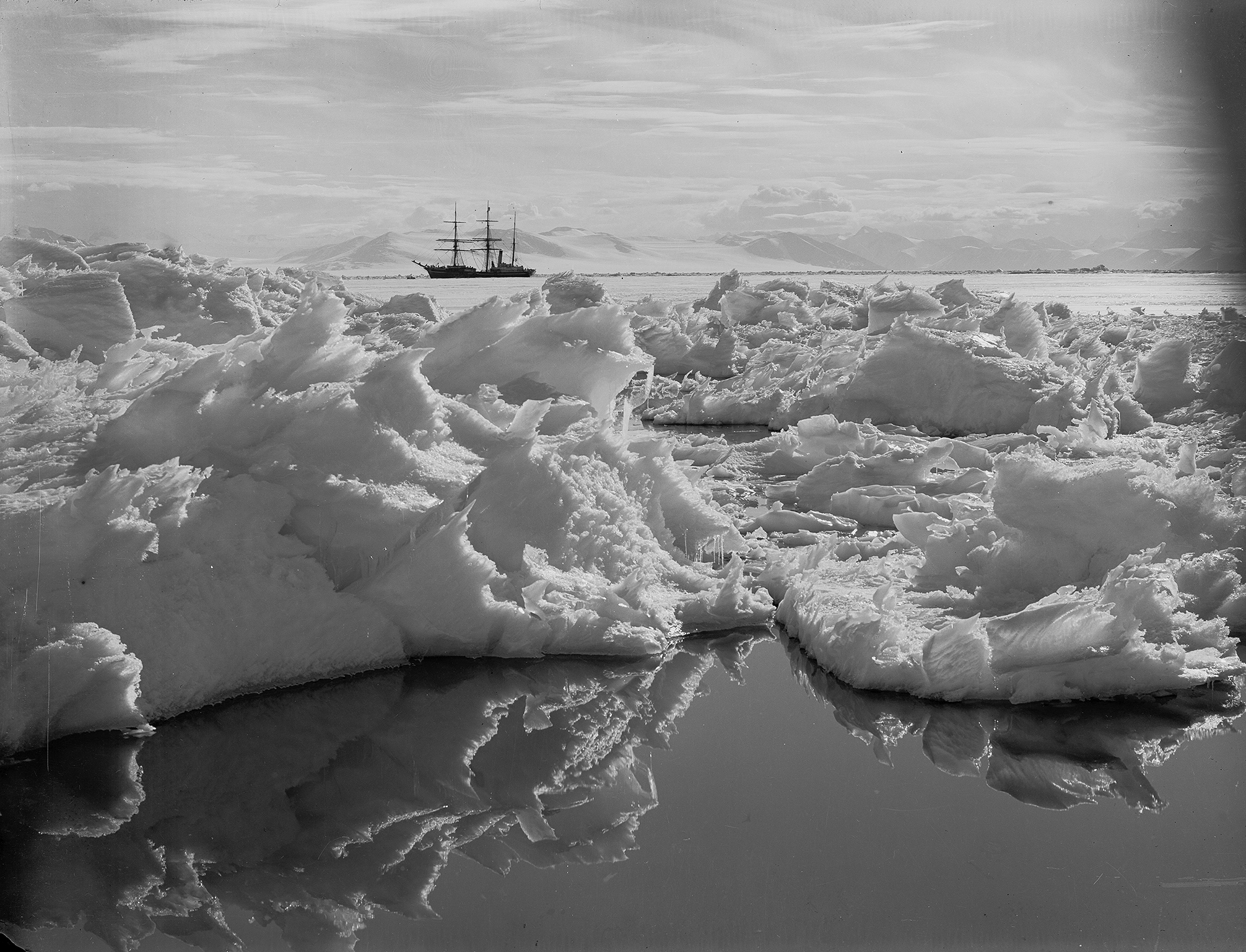
Loď Terra Nova (1911)

Scott byl zkušený polární vůdce, již dříve, v letech 1901–1904 vedl v Antarktidě expedici Discovery. Nová expedice pojmenovaná podle lodi Terra Nova byla soukromým podnikem financovaným z příspěvků veřejnosti doplněných o vládní grant. Kromě snahy dosáhnout točny měla výprava obsáhlý vědecký program a prozkoumala Viktoriinu zemi a Transantarktické pohoří. Pokus o prozkoumání Země krále Edvarda VII. byl neúspěšný, naopak cesta na Crozierův mys v červnu a červenci 1911 představovala první úspěšný dlouhý přesun provedený pomocí saní během antarktické zimy.
Skupině pěti mužů pod vedením samotného Scotta se podařilo dosáhnout 17. ledna 1912 jižního pólu, ale našli zde vzkaz od Amundsenovy výpravy, která je o 34 dní předběhla. Na zpáteční cestě od pólu na základnu všech pět mužů postupně zemřelo – osud výpravy se svět dozvěděl až z fotografií a deníků, které byly nalezeny spolu s některými těly členem expedice Edwardem Atkinsonem o osm měsíců později.

## Tragičtí hrdinové

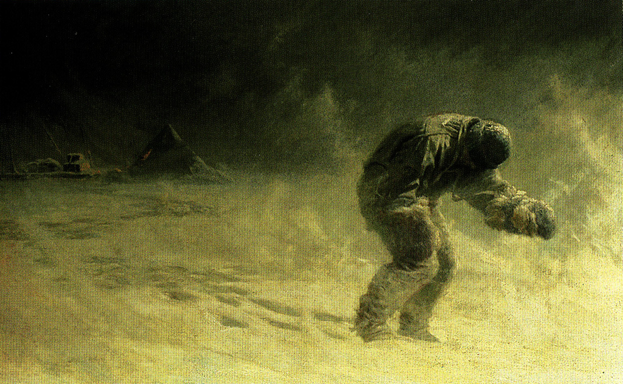
Obraz zobrazující dobrovolnou smrt L. Oatese

Po mnoho let po své smrti byl Scott a jeho druhové vnímáni především jako tragičtí hrdinové a jejich příběh do značné míry zastínil úspěch Amundsenovy výpravy, která pólu i návratu dosáhla poměrně hladce. Osud expedice Terra Nova byl poměrně plasticky zdokumentován nalezenými fotografiemi a deníky. K nejsilnějším momentům patřila dobrovolná smrt Lawrence Oatese, který tak chtěl ulehčit svým druhům, a poslední záznamy a dopisy Roberta Scotta psané při vědomí blízké smrti.
Na jižním pólu (resp. 100 metrů od něj) dnes stojí americká polární stanice nazvaná na počest obou výprav „Amundsen-Scott“.

## Příčiny neúspěchu

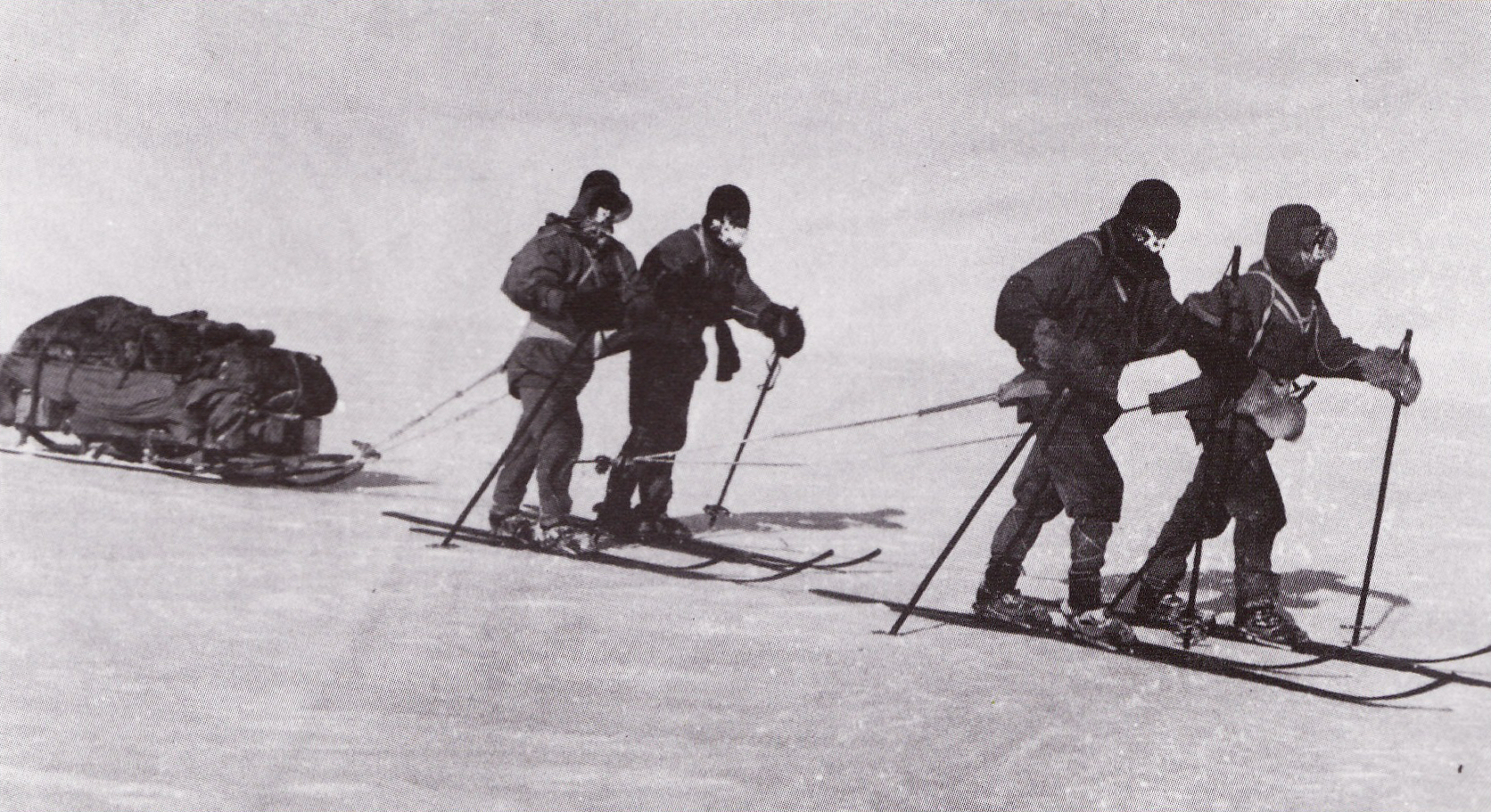
Návrat z pólu

Heroické vnímání expedice bylo časem vystřídáno střízlivějším hodnocením a příčiny tragédie jsou připisovány jednak chybám v organizaci, vedení a vybavení výpravy, jednak smůle na nepříznivé okolnosti. K nevhodnému vybavení patřilo látkové oblečení, tažná zvířata (sibiřští poníci a jen malý počet psů) a nedostatečné potravinové dávky. Naproti tomu Amundsen využíval zkušeností převzatých od Eskymáků a spoléhal na jejich kožešinové oblečení a lehké saně tažené výlučně psy (které na rozdíl od Scotta neměl morální zábrany v nouzi sníst). K nešťastným okolnostem pak patřila mnohadenní prudká sněhová bouře, která znemožnila Scottovi a jeho zbylým dvěma druhům (Bowers a Wilson) dojít pouhých 18 km k předsunutému skladišti zásob a zachránit si tak život.